# Hyllisia somaliensis
Hyllisia somaliensis är en skalbaggsart som beskrevs av Stefan von Breuning 1972. Hyllisia somaliensis ingår i släktet Hyllisia och familjen långhorningar. Inga underarter finns listade i Catalogue of Life.